# Aspidoras virgulatus
Aspidoras virgulatus és una espècie de peix de la família dels cal·líctids i de l'ordre dels siluriformes.

## Distribució geogràfica
Es troba a Sud-amèrica: Brasil (rius costaners d'Espírito Santo).